# Ферентино
Ферентѝно (на италиански: Ferentino) е град и община в Централна Италия, провинция Фрозиноне, регион Лацио. Разположен е на 395 m надморска височина. Населението на общината е 21 300 души (към 2012 г.).